# Schagerbrug
Schagerbrug est un village situé dans la commune néerlandaise de Schagen, dans la province de la Hollande-Septentrionale. En 2009, le village comptait 1 980 habitants.
Schagerbrug était le chef-lieu de l'ancienne commune de Zijpe.